# Ернст Торглер
Ернст Торглер (на немски: Ernst Torgler) е деец на Германската комунистическа партия (ГКП). Сътрудник на нацистите по време на Втората световна война.

## Биография
Роден е на 25 април 1893 г. в Берлин, Германия. Член на ГСДП от 1910 г. Мобилизиран участва в Първата световна война.
Член на ГКП от 1920 г. Депутат в Градското събрание на Берлин (1921 – 1930). Депутат в Райхстага от 1924 г. Заместник-председател на групата депутати от ГКП в Райхстага (1927 – 1933). Редактор на вестника на групата заедно с Вилхелм Пик.
След пожара в Райхстага доброволно се предава на полицията. Подсъдим в Лайпцигския процес заедно с Маринус ван дер Любе, Георги Димитров, Благой Попов и Васил Танев. Оправдан е поради липса на доказателства.
Изключен от ГКП (1935). Работи във фирма „Електролукс“.
По време на Втората световна война работи в Имперското министерство на просветата и пропагандата. След покушението срещу Адолф Хитлер (20 юли 1944) служи в Полша и Долна Саксония. След войната е член на ГСДП.
|  | Тази страница частично или изцяло представлява превод на страницата „Тоглер, Эрнст “ в Уикипедия на руски. Оригиналният текст, както и този превод, са защитени от Лиценза „Криейтив Комънс – Признание – Споделяне на споделеното“, а за съдържание, създадено преди юни 2009 година – от Лиценза за свободна документация на ГНУ. Прегледайте историята на редакциите на оригиналната страница, както и на преводната страница, за да видите списъка на съавторите. ВАЖНО: Този шаблон се отнася единствено до авторските права върху съдържанието на статията. Добавянето му не отменя изискването да се посочват конкретни източници на твърденията, които да бъдат благонадеждни. |